# Любень (Нижньосілезьке воєводство)
Любень (пол. Lubień, нім. Liebenau) — село в Польщі, у гміні Легницьке Поле Легницького повіту Нижньосілезького воєводства.
Населення — 109 осіб (2011).
У 1975-1998 роках село належало до Легницького воєводства.

## Демографія
Демографічна структура станом на 31 березня 2011 року:
|          | Загалом | Допрацездатний вік | Працездатний вік | Постпрацездатний вік |
| -------- | ------- | ------------------ | ---------------- | -------------------- |
| Чоловіки | 56      | 12                 | 39               | 5                    |
| Жінки    | 53      | 12                 | 28               | 13                   |
| Разом    | 109     | 24                 | 67               | 18                   |